# Most Dr. Edvarda Beneše (Štěchovice)
Most Dr. Edvarda Beneše ve Štěchovicích, jinak taky Štěchovický most, je most přes Vltavu nacházející se ve Štěchovicích nedaleko Prahy, spojuje Brunšov a Štěchovice v místě, kde kdysi býval přívoz.

## Historie
Most stavěný v letech 1937–1939 firmou Karla Kindla podle projektu Miloslava Klementa byl první mostní stavbou v Česku (resp. Československu), která měla dva duté betonové oblouky (rozpětí 114 metrů), na nichž je zavěšena spodní mostovka. Zároveň se jednalo o první železobetonový most v Československu s rozpětím nad 100 m. Ve své době byl jako stavba významný i evropském měřítku.
Uváděn byl ve své době takto: „V srpnu 1937 byla zahájena výstavba železobetonového mostu ve Štěchovicích, který překračuje řeku Vltavu jediným obloukem 114 m, největším v Československé republice. Stavba spotřebuje asi 6 000 m3 betonu, 200 000 kg oceli a vyžádá si nákladu asi 3 000 000 Kč“.
Na konci druhé světové války Němci zamýšleli most podminovat, do připravených děr však nakonec nálože neumístili.
V roce 1946 byl most slavnostně pojmenován jako „most Dr. Edvarda Beneše“. Od konce roku 1965 je most kulturní památkou.
Poslední velká oprava byla provedena v roce 1995. Roku 2002 most bez poškození[zdroj?] přestál stoletou vodu. Přesto nebyl několik dní přístupný, protože se přes něj valila voda.
V dubnu 2024 byla zahájena kvůli dlouhodobě špatnému stavu oprava s rozpočtem 87,5 milionu Kč. Během prací byl předpokládaný termín dokončení posunut z konce roku na jaro 2025. Problémy byly způsobeny komplikacemi při přeložkách inženýrských sítí, poškozeními při povodních, nutností zohlednit hnízdění chráněných jiřiček a nekompletní dokumentací. Rekonstrukce byla dokončena ke konci května 2025, celkové náklady dosáhly 97 milionů Kč.

## Technické údaje
Délka mostu je 114 m, šířka 9,2 m, vzepětí oblouku na mostovkou 12 m. Oblouk má průřez 1,75×1,60 m. V letech 1937-1939 vystavěla firma Ing. J. Kindl.